# 七龙珠Z 超武斗传3
《七龙珠Z 超武斗传3》是一款由万代公司制作的对战型格斗类游戏。本游戏是《七龙珠Z 超武斗传2》的续作，于1994年9月29日在超级任天堂发行。
游戏系统与前作基本类似。
《FamilyComputer杂志》的读者给予本游戏21.9/30的评分。